# Antonio Musu
Pour les articles homonymes, voir Musu.
Antonio Musu, né le 14 mai 1916 à Naples dans la région de la Campanie et mort le 8 octobre 1979 à Pise dans la région de la Toscane, est un réalisateur, un scénariste et un producteur italien. Au cours de sa carrière, il a notamment obtenu le ruban d'argent du meilleur producteur en 1967 pour La Bataille d'Alger (La Battaglia di Algeri), un film sur la guerre d'Algérie de Gillo Pontecorvo.

## Biographie
Musu naît à Naples en 1916. 
Il débute comme assistant-réalisateur de Giuseppe Maria Scotese sur le film La Grande aurore (La grande aurora). Dans les années 1950 et 1960, il travaille comme producteur avec Pietro Germi, Carmine Gallone, Piero Tellini, Glauco Pellegrini, Gillo Pontecorvo et Ugo Gregoretti. Il remporte le ruban d'argent du meilleur producteur pour La Bataille d'Alger (La Battaglia di Algeri), un film sur la guerre d'Algérie de Gillo Pontecorvo qui prend pour cadre la bataille d'Alger.
Il réalise en 1955 le film de guerre Bataille devant Tobrouk (Il prezzo della gloria) qui s'inspire de l'histoire du torpilleur de la Marine royale italienne Sagittario lors de la Seconde Guerre mondiale. Il signe ensuite la comédie Mon gosse (Totò e Marcellino) avec Totò et Pablito Calvo dans les rôles principaux.
Marié à l'actrice italienne Jone Salinas, il décède à Pise en 1979 à l'âge de 63 ans.

## Filmographie

### Comme réalisateur
- 1955 : Bataille devant Tobrouk (Il prezzo della gloria)
- 1958 : Mon gosse (Totò e Marcellino)

### Comme producteur
- 1949 : Au nom de la loi (In nome della legge) de Pietro Germi
- 1950 : Le Chemin de l'espérance (Il cammino della speranza) de Pietro Germi
- 1953 : Puccini de Carmine Gallone
- 1954 : Prima di sera de Piero Tellini
- 1955 : Symphonie inachevée (Sinfonia d'amore) de Glauco Pellegrini
- 1960 : Kapò de Gillo Pontecorvo
- 1964 : Ah ! Les Belles Familles (Le belle famiglie) d'Ugo Gregoretti
- 1966: La Bataille d'Alger (La Battaglia di Algeri) de Gillo Pontecorvo

### Comme scénariste
- 1958 : Mon gosse (Totò e Marcellino)

## Prix et distinctions notables
- Ruban d'argent du meilleur producteur en 1967 pour La Bataille d'Alger (La Battaglia di Algeri).

## Source
(it) Roberto Poppi, I registi : dal 1930 ai giorni nostri, Gremese Editore, 2002, 456 p. (ISBN 978-88-8440-171-7 et 8884401712)